# لي شيانغ (لاعب كرة قدم)
لي شيانغ (بالصينية: 李响) هو لاعب كرة قدم صيني في مركز الدفاع، ولد في 16 فبراير 1989 في شنيانغ في الصين. لعب مع Khon Kaen F.C. ‏.